# Virginia Slims of Arizona 1990
Il Virginia Slims of Arizona 1990 è stato un torneo di tennis giocato sul cemento. È stata la 15ª edizione del torneo, che fa parte della categoria Tier IV nell'ambito del WTA Tour 1990. Si è giocato a Scottsdale negli USA, dal 15 al 21 ottobre 1990.

## Campionesse

### Singolare
Conchita Martínez ha battuto in finale  Marianne Werdel con il punteggio di 7–5, 6–1

### Doppio
Elise Burgin /  Helen Kelesi hanno battuto in finale  Sandy Collins /  Ronni Reis con il punteggio di 6–4, 6–2